# Клуб зірвиголов (фільм)
«Клуб зірвиголов» (англ. The Bang Bang Club) — канадський фільм 2010 року, на основі реальних подій, які відбувалися за участю групи фотожурналістів Південно-Африканської Республіки (див. Клуб шибайголів) упродовж 1990—1994 років.

## Зміст
Дія відбувається під час апартеїду в ПАР. Чотири фотографа збирають гарячий матеріал, який вони хочуть відкрити всьому світу. Щоб зробити деякі знімки іноді доводиться йти на ризик, порівнянний з тим, на який йдуть солдати на полі бою. Але це необхідна ціна, нав'язана для сплати всім, хто обрав своїм ремеслом розповідати непривабливу правду.

## Ролі
| Актор              | Роль           |
| ------------------ | -------------- |
| Раян Філліпп       | Грег Маринович |
| Малін Акерман      | Робін Комлі    |
| Тейлор Кітч        | Кевін Картер   |
| Френк Ротенбаш     | Кен Остербрук  |
| Нільс Ван Ярсвельд | Жоао Сільва    |
| Патрік Лістер      | Джеймс Нахтвей |
| Рассел Савадіе     | Рональд Грем   |
| Ніна Мілнер        | Саманта        |
| Джесіка Гайнс      | Еллі           |
| Ліка Ван Ден Берг  | Вівіан         |
| Кгосі Монгаке      | Патрік         |

## Знімальна група
- Режисер — Стівен Сільвер
- Сценарист — Джон МакБріті, Стівен Сільвер, Грег Маринович
- Продюсер — Адам Фрідландер, Деніел Айрон, Ленс Семюелс
- Композитор — Філіп Міллер
- Монтажер — Рональд Сандерс, Тед Сіборн